# موریس پیو
موریس پیو (فرانسوی: Maurice Piot‎; ۱۴ ژوئیهٔ ۱۹۱۲ – ۲۲ مهٔ ۱۹۹۶) شمشیرباز اهل فرانسه بود.
وی در مسابقات کشوری و بین‌المللی در مجموع برندهٔ ۱ مدال برنز شده‌است.